# Stenocionops spinimanus
Stenocionops spinimanus är en kräftdjursart som först beskrevs av M. J. Rathbun 1892.  Stenocionops spinimanus ingår i släktet Stenocionops och familjen Mithracidae. Inga underarter finns listade i Catalogue of Life.